# Guy Fréquelin
Guy Fréquelin (ur. 2 kwietnia 1945 w Langres) – francuski kierowca rajdowy i wyścigowy. W rajdach zadebiutował w 1966 roku i to właśnie na nich się skupił.

## Początki
Fréquelin to jeden z najbardziej utytułowanych kierowców francuskich. Był niepokonany w latach 1977 (Alpine-Renault), 1983, 1985 (Opel Manta).
Od roku 1973 rozpoczął przygodę z WRC. Pojechał wtedy tylko w jednej imprezie – Rajdzie Korsyki. Od sezonu 1976 Guy jeździł już z nowym pilotem – Francuzem Jakiem Delavalem. Pod koniec lat 70. francuska załoga została przyjęta do zespołu Alpine-Renault.

## Kontrakt z Talbotem
W 1980 roku Fréquelin podpisał kontrakt z Talbot Sunbeam Lotus. Na prawym fotelu Jacques’a Delavala zastąpił Jean Todt. I już po nieskończonym Rajdzie Monte Carlo przyszła wygrana w Rajdzie Portugalii w swojej klasie.
W 1981 wystartował w pełnym cyklu WRC i prawie wszystkie rajdy wygrał w swojej klasie.
Od 1982 roku Fréquelin pożegnał Jeana Todta (ten zakończył karierę po tym, jak został szefem fabrycznego zespołu Peugeota) i zaprosiła na prawy fotel Jeana-François Fauchille'a. W zespole Talbot Guya Fréquelina zastąpił fenomenalny Henri Toivonen i z powodu braku środków na starty pojechał tylko w dwóch rajdach zaliczanych do WRC w zespole Porsche. Jednak los się do niego uśmiechnął i dano mu szansę poprowadzić Talbota Sunbeama Lotusa w Rajdzie Wielkiej Brytanii dla zespołu Talbot, ale już pod wodzą Peugeota. Zajął wtedy 11. miejsce w „generalce” i drugie w swojej klasie.

## Opel Euro Team
Od 1983 to dwa starty w WRC. Nowy zespół „Rothmans Opel Rally Team” wystawił go tylko do dwóch rajdów – Monte Carlo i Tour de Corse. Żadnego nie ukończył, jednak odbił to sobie na Mistrzostwach Europy w ostateczności wygrywając je. Rok później historia powtórzyła się – dwa starty (Rajd Safari – awaria silnika i Rajd Korsyki – 9. miejsce. I kolejny tytuł Mistrza Europy wpadł w ręce Francuza. Jedynie z prawego fotela zsiadł Jean-François Fauchille.
Od 1985 nie było lepiej. Kolejna zła decyzja Fréquelina w wyborze pracodawcy. Został w Oplu i nie dostał szansy na starty (pojechał okazjonalnie w Rajdzie Korsyki, ale tylko dlatego, że znał te trasy na pamięć i był specem od asfaltów – inni bali się jechać w tym rajdzie).

## Schyłek
W 1986 roku zniknął z rajdowych tras by powrócić w roku 1987. Podpisał kontrakt z GM Euro Sport. Dostał do dyspozycji Opla Kadetta. Pojechał w Rajdzie Korsyki, ale samochód odmówił posłuszeństwa. Dostał drugą szansę i wystartował w Rajdzie San Remo. Tym razem był szósty w klasyfikacji generalnej i drugi w swojej klasie. Fréquelin zdecydował, że nie ma sensu wlec się w ogonie i zakończył rajdową karierę.
Nie przeszedł na emeryturę. Został blisko rajdów. Chciał prowadzić własny zespół rajdowy. Jest szefem Citroena do działu sportu.